# Сербско-украинские отношения
Украинско-сербские отношения — двусторонние отношения между Украиной и Сербией в области международной политики, экономики, образования, науки и культуры.

## История

### До XVI века
В развитии древней сербской литературы принимали участие украинцы, переводя греческие и церковнославянские тексты и сочиняя оригинальные произведения на сербском языке, среди них Елисей из Каменца-Подольского (XV век), Андрей из Сянока (XVI век), Василий Никольский из Закарпатья (XVI век), Гавриил Мстиславич (XVI век), Самуил Бакачич (XVII век). Много сербских народных песен были занесены сербскими певцами (дудниками и гуслярами) в XV — XVI веках на Украину и в Польшу. (М. Грушевский высказал догадку, что украинские думы и их названия создавались, видимо, под влиянием сербской героической поэзии). Для гуслей сохранилась кое-где название «сербы».

### XVII—XVIII века
Усилению сербско-украинских взаимоотношений способствовало также участие сербов в казацком войске, ещё перед восстанием Хмельницкого. В казацком реестре 1649 присутствует несколько десятков сербских фамилий. Сербы принимали участие в национально-освободительной борьбе под руководством Б. Хмельницкого. Это были или отдельные военные деятели сербского происхождения, или организованные ими отряды наемного войска из сербов (в том числе И. Выговского). Среди первых надо вспомнить трёх полковников сербинов — Ивана Юрьевича, Ивана Фёдоровича и Войцу, а также Родиона Дмитрашка-Райчу, переяславского полковника (1667—77 и 1687-88) и др.

### XIX—XX века
Выдающийся влияние на русскую и украинскую литературу (в частности на деятелей «Русской Троицы») имел сербский писатель, фольклорист и языковед 19 века Вук Караджич (в 1819 посетил территорию современной Украины); по образцу созданного им сербского правописания развивал украинское фонетическое правописание. Личные связи с сербскими деятелями культуры поддерживали Я. Головацкий, Н. Костомаров и др.

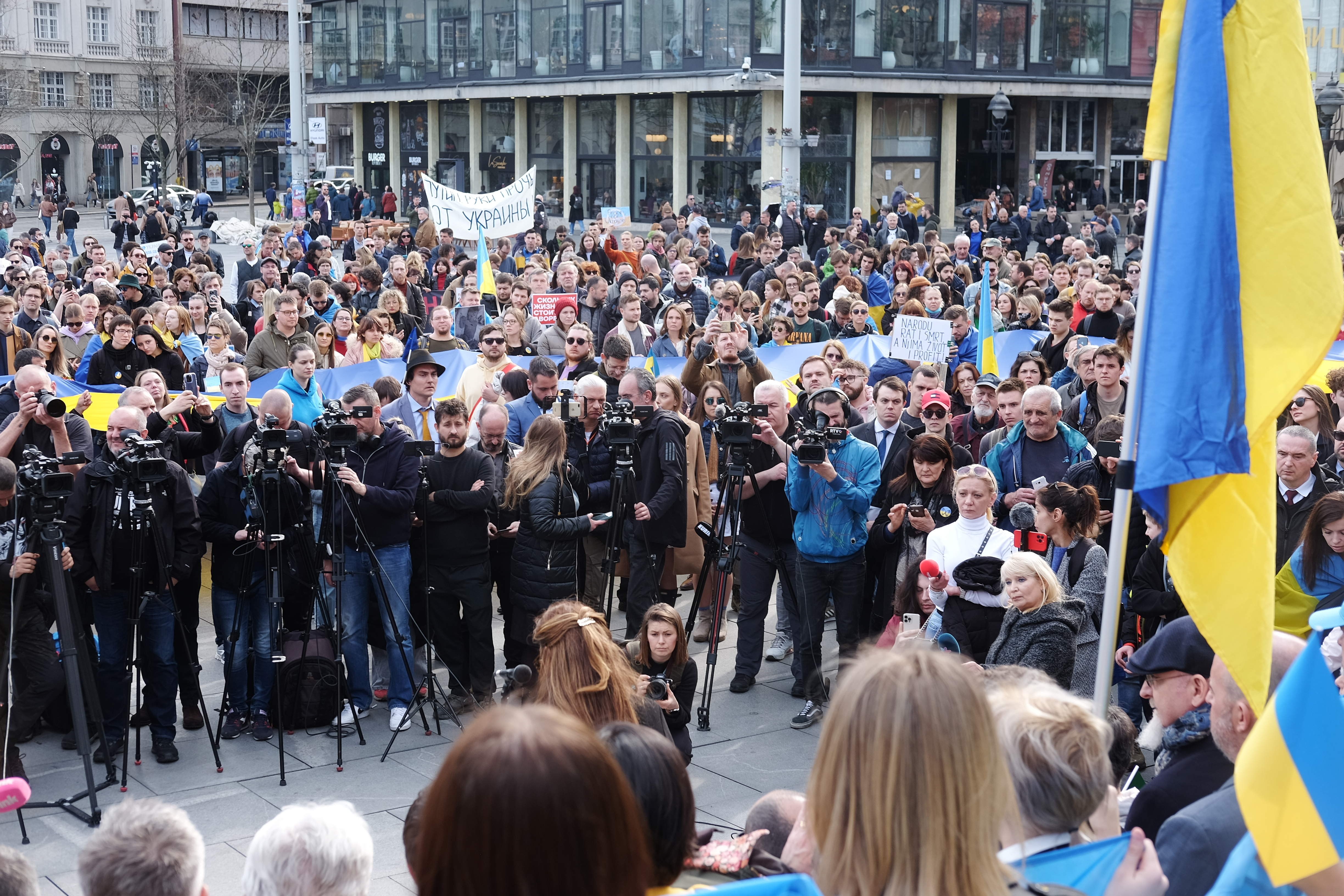
Протест против российского вторжения в Украину в день первой годовщины. Белград, центр города

В 1848 году украинские и сербские национальные деятели встретились на Славянском конгрессе в Праге, в 1916 националисты обеих стран приняли участие в конференции Союза народов в Лозанне.

## Современный период
Украина и Сербия (тогда как Союзная Республика Югославия)  установили дипломатичные отношения в 1994 году.
В январе 2001 года президент Леонид Кучма посетил Белград. В сентябре 2001 года премьер-министр СРЮ Драгиша Пешич посетил Украину, а в ноябре 2003 — также президент Сербии и Черногории Светозар Марович.
Украина не признает независимость Косово, считая его частью Сербии.
Президент Виктор Ющенко посетил Сербию в июне 2009 г. во время Саммита государств Центральной Европы в Новом Саду. Премьер-министр Николай Азаров посетил Сербию 4 ноября 2011 во время конференции Центральноевропейской инициативы в Белграде. Президент Сербии Борис Тадич посетил Украину в ноябре 2011 года.
В течение 2007-2013 годов украинская община пыталась установить в Сербии памятник жертвам Голодомора, однако безуспешно.
Во время голосования за принятие Косово в ЮНЕСКО в 2015 году Украина отсутствовала.

#### После начала российско-украинской войны
После начала войны на востоке Украины в 2014 году некоторые сербские добровольцы воевали на стороне россиян. По оценкам посольства Украины в Сербии, по состоянию на декабрь 2018 года более 300 сербов отправились в Украину для участия в войне на стороне боевиков. 32 из них в Сербии осудили, причем в большинстве случаев речь шла о минимальных наказаниях.
После полномасштабного вторжения России 24 февраля 2022 года Сербия поддержала территориальную целостность Украины, однако отказалась вводить санкции против России и отказалась разрывать авиасообщение с РФ. В Белграде проходили митинги в поддержку обеих сторон конфликта.
Также были зафиксированы случаи участия в боях на стороне РФ сербов, известно по меньшей мере четырёх погибших сербов в боевых действиях на протяжении 2022-2023 годов.

Боеприпасы сербского производства были отмечены среди вооружения украинских военных, а именно: 82-мм минометный выстрел M68P1, 120-мм минометный выстрел M62P10, и 122-мм выстрелы к реактивной артиллерии ER Grad 2000.
«Для нас Крым — это Украина, Донбасс — это Украина, и так будет всегда» — Александр Вучич в интервью Bloomberg.
«Я еще раз отметил, что Сербия уважает территориальную целостность Украины, о чем мы заявляем ясно и недвусмысленно с начала конфликта» — Вучич на своей странице в Instagram по итогам встречи с Владимиром Зеленским 22 августа 2023 года.

## Дипломатические представительства
- Украина имеет посольство в Белграде[10]. Чрезвычайный и полномочный посол Украины в Сербии — Владимир Сергеевич Толкач.
- Сербия имеет посольство в Киеве[11]. Чрезвычайный и полномочный посол Сербии на Украине — Аца Йованович[укр.].